# 1995年日本

## 政府
- 天皇：明仁
- 內閣總理大臣：村山富市

## 大事記
- 1月17日，神戶與周遭地區發生黎克特制7.3地震，造成大約6434人死亡，43792人受傷。
- 3月20日，東京的營團地下鐵（現在東京地下鐵）發生恐怖襲擊事件，東京地下鐵三線共五列列車上被施放沙林毒氣，造成12人死亡及5,510人以上受傷。
- 4月1日，日圓兌美圓創79.75歷史新高。
- 5月16日，發動東京地下鐵沙林毒氣攻擊事件的奥姆真理教头目麻原彰晃被捕。
- 6月21日，全日空857號班機在函館機場遭劫持，機上人員次日凌晨被特殊部隊突擊解救。
- 8月15日，日本首相村山富市發表村山谈话。
- 10月9日，本田技研工業開始銷售「CR-V」。
- 10月30日，日本下令解散奧姆真理教。

## 出生
- 1月16日——山中知惠，日本写真偶像
- 1月25日——佐藤大樹，日本男舞者、演员。
- 1月30日——岩佐美咲，前日本女子团体AKB48 Team B成员
- 2月10日——川口春奈，日本女演员
- 2月13日——小池彩梦，日本女演员，童星
- 3月1日——福田花音，日本演員
- 3月13日——奧原希望，日本羽毛球运动员
- 4月6日——森本龍太郎，日本歌手、演員
- 4月28日——樹音，日本童星
- 5月16日——渡边梨加，日本女艺人，女子偶像团体樱坂46前成员
- 6月17日——森川葵，日本女演员
- 7月19日——山下七海，日本女性声优
- 8月29日——千葉翔也，配音員。
- 9月7日——村上奈津实，日本女性声优
- 10月11日——梅田修一朗，配音員。
- 12月2日——水瀨祈，配音員。
- 12月12日——伊藤宁宁，女子偶像团体乃木坂46前成员

## 逝世
- 7月5日——福田赳夫，日本第67任首相（生於1905年）

## 1995年的漢字
1995年日本的漢字是「震」，由於發生阪神大地震；奧姆真理教沙林毒氣襲擊事件震撼日本社會。